# Rhododendron concinnum
Rhododendron concinnum ist eine Pflanzenart aus der Gattung der Rhododendren (Rhododendron) in der Familie der Heidekrautgewächse (Ericaceae). Das natürliche Verbreitungsgebiet liegt in China.

## Beschreibung

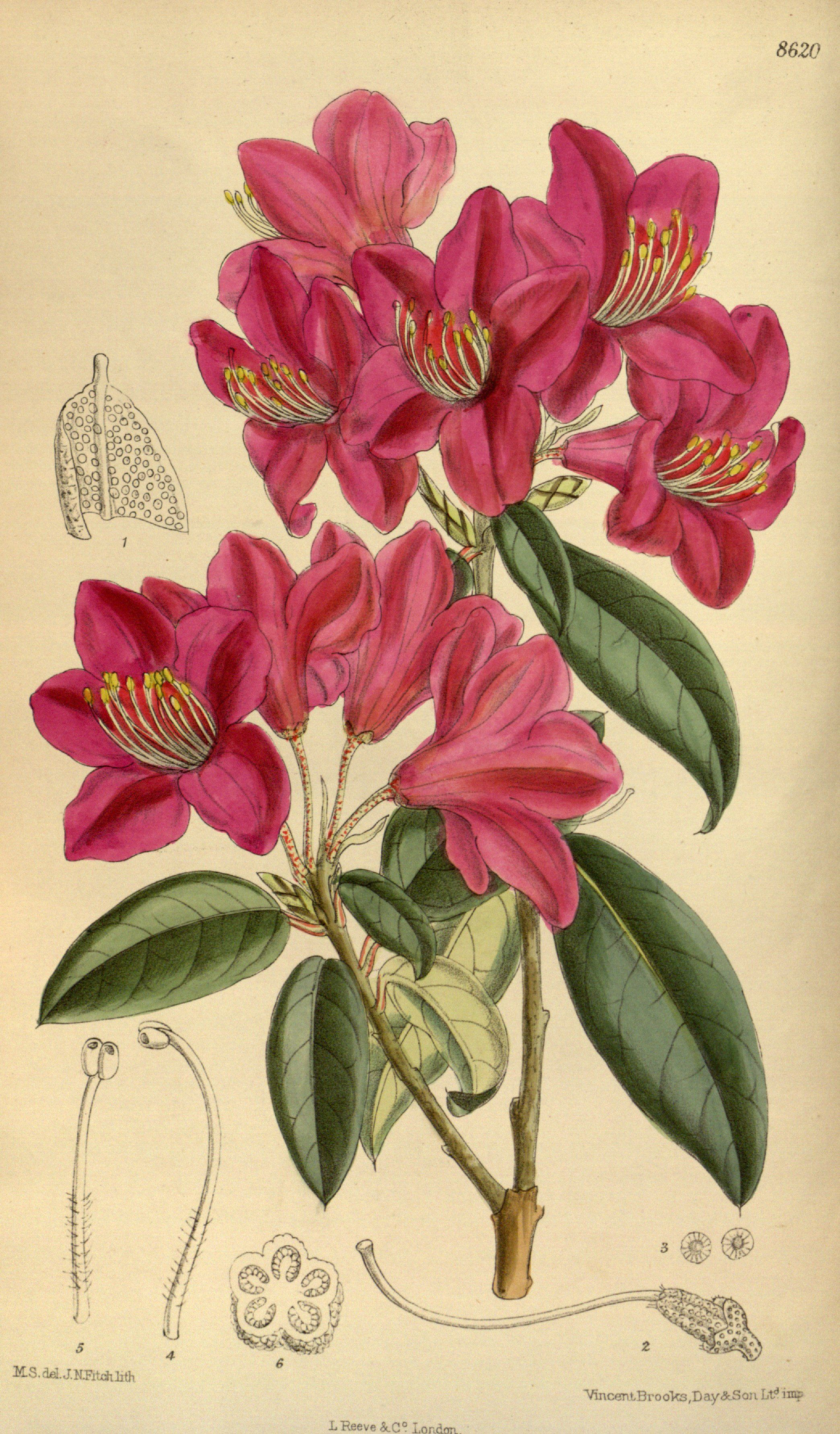
Illustration aus Curtis's Botanical Magazine London. Volume 141 = Series 4, Volume 11, Tafel 8620

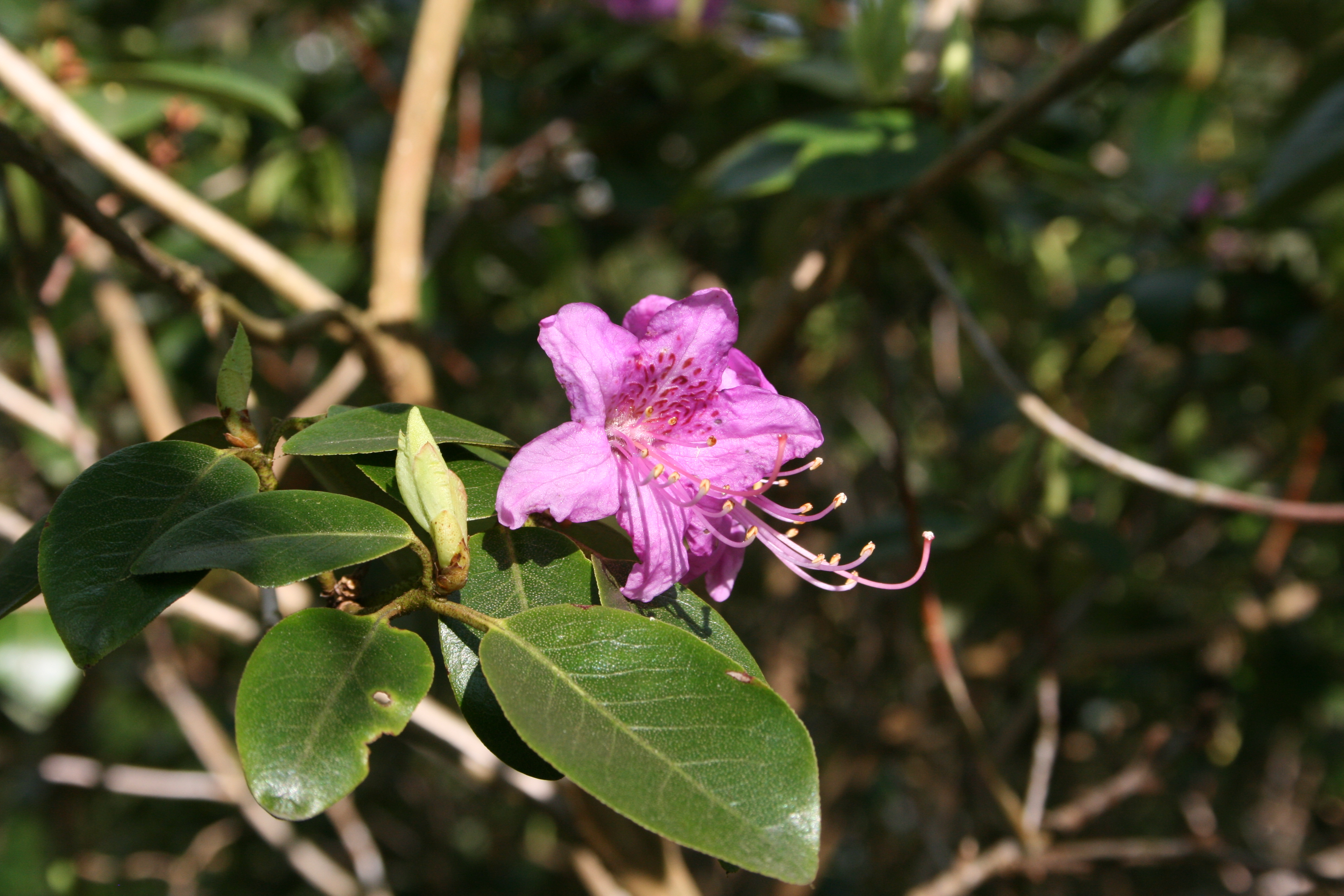
Zweig mit gestielten einfachen Laubblättern und fünfzähliger Blüte

### Erscheinungsbild und Laubblatt
Rhododendron concinnum wächst als Strauch der Wuchshöhen von selten 0,4, meist 1,5 bis 3 Metern erreichen kann. Junge Zweige besitzen eine schuppige Rinde.
Die wechselständig an den Zweigen angeordneten Laubblätter sind in Blattstiel und Blattspreite gegliedert. Der dicht beschuppte Blattstiel ist 0,5 bis 1,3 Zentimeter lang. Die einfache Blattspreite ist mit einer Länge von 2,5 bis 7,5 Zentimetern und einer Breite von 1,5 bis 3,5 Zentimetern länglich, elliptisch, eiförmig, länglich-lanzettlich oder eiförmig-lanzettlich mit spitz zulaufendem bis spitzem, bespitztem oberen Ende. Die Blattoberseite ist mehr oder weniger schuppig und ist gelegentlich entlang der Mittelrippe flaumig behaart. Die blassrosafarbene, grüne bis braune Blattunterseite ist durchgehend mit Schuppen bedeckt oder weisen eine Entfernung voneinander auf, der dem halben bis ganzen Durchmesser dieser Schuppe entspricht.

### Blütenstand und Blüte
Die Blütezeit erstreckt sich in China von April bis Juni. Der mehr oder weniger endständige, doldige Blütenstand enthält nur zwei bis fünf Blüten. Der dicht beschuppte Blütenstiel ist 0,4 bis 1,8 Zentimeter lang.
Die zwittrigen Blüten sind fast radiärsymmetrisch und fünfzählig mit doppelter Blütenhülle. Die fünf Kelchblätter sind verwachsen. Die Kelchlappen sind bei einer Länge von 0,8 bis 1,5, selten bis zu 6 Millimetern abgerundet dreieckig bis länglich. Gelegentlich sind die Kelchblätter nicht voll entwickelt und bilden dann einen kranzartigen Kelchrand. Die fünf 1,5 bis 3,2 Zentimeter langen Kronblätter sind trichterförmig-glockig  verwachsen und auf der Außenseite mehr oder weniger beschuppt. Ihre Basis kann spärlich flaumig behaart sein. Die Farbe der Kronblätter ist blass bis dunkel purpurrot und sie können sowohl auf der Außen- als auch auf der Innenseite bräunlich-rote Flecken aufweisen. Die zehn ungleichen Staubblätter sind gleich lang wie die Kronblätter. Die Staubfäden sind an ihrer Basis flaumig behaart. Der oberständige, fünfkammerige Fruchtknoten ist dicht mit Schuppen bedeckt. Der meist kahle, selten auch an seiner Basis flaumig behaarte Griffel ist etwas länger als die Kronblätter.

### Frucht und Samen
Die Kapselfrucht ist bei Reife 1 bis 1,5 Zentimeter lang und zylindrisch. Die Früchte reifen von September bis Oktober. Die winzigen Samen sind ungeflügelt.

## Vorkommen
Das natürliche Verbreitungsgebiet umfasst die chinesischen Provinzen Guizhou, Henan, Hubei, Shaanxi, Sichuan und Yunnan.
Rhododendron concinnum gedeiht in Tannen-Rhododendronwäldern und Dickichten an Hängen in Höhenlagen von meist 2300 bis 3000, selten bis zu 3800 Metern.

## Systematik
Die Erstbeschreibung von Rhododendron concinnum erfolgte 1889 durch William Botting Hemsley in Francis Blackwell Forbes und William Botting Hemsley: Journal of the Linnean Society, Botany, Volume 26 (173), Seiten 20–21. Das Typusmaterial wurde durch E. Faber in Sichuan auf dem Gipfel des Berges Omei gesammelt und im Herbarium der Royal Botanic Gardens in Kew hinterlegt. Synonyme von Rhododendron concinnum Hemsl. sind: Rhododendron apiculatum Rehder & E.H.Wilson, Rhododendron benthamianum Hemsl., Rhododendron concinnum var. benthamianum (Hemsl.) Davidian, Rhododendron concinnum var. lepidanthum (Rehder & E.H.Wilson) Rehder, Rhododendron concinnum var. pseudoyanthinum (Balf. f. ex Hutch.) Davidian, Rhododendron coombense Hemsl., Rhododendron pseudoyanthinum Balf. f. ex Hutch., Rhododendron yanthinum Bureau & Franch., Rhododendron yanthinum var. lepidanthum Rehder & E.H.Wilson.
Rhododendron concinnum gehört zur Untersektion Triflora aus der Sektion Rhododendron in der Untergattung Rhododendron innerhalb der Gattung Rhododendron.
James Cullen meinte 1980 „Rhododendron hutchinsonianum“ aus Tibet sei eine Varietät von Rhododendron concinnum, dem folgt die Flora of China 2005 nicht und 2011 steht das auch nicht mehr in Cullen’s Werk. Das Herbarmaterial, das dieser Art/Varietät zugeschrieben wurde, ist gar kein Rhododendron, sondern eine Rhodoleia-Art.

## Nutzung
Die variable Art Rhododendron concinnum ist ein Elternteil von einigen Hybriden, die als Zierpflanzen verwendet werden.